# Betzenstein
Betzenstein – miasto w Niemczech, w kraju związkowym Bawaria, w rejencji Górna Frankonia, w regionie Oberfranken-Ost, w powiecie Bayreuth, siedziba wspólnoty administracyjnej Betzenstein. Leży w Szwajcarii Frankońskiej, przy autostradzie A9 i drodze B2.
Miasto położone jest 32 km na południowy zachód na od Bayreuth, 33 km na północny wschód od Norymbergi i 42 km na południowy wschód od Bambergu.

## Dzielnice
W skład miasta wchodzą następujące dzielnice: Altenwiesen, Eckenreuth, Eibental, Eichenstruth, Hetzendorf, Höchstädt, Hüll, Hunger, Illafeld, Klausberg, Kröttenhof, Leupoldstein, Mergners, Münchs, Ottenberg, Reipertsgesee, Riegelstein, Schermshöhe, Spies, Stierberg, Waiganz i Weidensees

## Zabytki i atrakcje
- ewangelicki kościół miejski, wybudowany w latach 1732-1748
- domy z muru pruskiego
- 92-metrowa studnia w jednym z domów
- część murów miejskich z dwiema bramami
- dwa zamki (w prywatnym posiadaniu)